# Ninth Peel
『Ninth Peel』（ナインス・ピール）は、日本のバンドUNISON SQUARE GARDENの9作目のフルアルバム。2023年4月12日に発売。

## 概要
- 前作『Patrick Vegee』より約2年半ぶりのオリジナルアルバム。完全生産限定盤、初回限定生産盤A、初回限定生産盤B、通常盤の4形態でリリース。
- 前作以降に発売されたシングル「Nihil Pip Viper」「kaleido proud fiesta」「カオスが極まる」の3曲を含む計11曲を収録。
- 初回生産限定盤のBlu-ray / DVDには2022年に行われた全国ツアー「TOUR 2022『fiesta in chaos』」のうち11月16日のKT Zepp Yokohama公演の模様が収められる。また、完全生産限定盤にはこれに加えて同ツアーより、11月11日に開催された青森Quarter公演とライブドキュメンタリー、「kaleido proud fiesta」「カオスが極まる」のAnimation MV、「カオスが極まる」のAnimation MVを手がけた映像ディレクターの依田伸隆と田淵による対談を収めたBlu-rayやオリジナルトランプも付属する[1][2]。
- リリースを発表した2023年1月22日から1月30日までの間、9つのコンテンツを公開する「Nine Peels」企画が行われた[3]。
- 田淵曰く「構築のロマン」を考えないで作ったアルバムである。
その理由として田淵は『MODE MOOD MODE』と『Patrick Vegee』が自分の中では歴史的大作なので、「もうこれ以上のものはいいかな」と。コンセプトとか「こういう枠のアルバムを作ったらみんな驚くかな」とかそういうものを全部捨てて、ただ曲を作って「いい曲ができた」と思えるものを集めれば、あとから何かアイデアが出てくるだろうと考えながら作っていたと語っている [4]。
- 5thアルバム『Catcher In The Spy』より4枚連続で収録曲は12曲だったが、本作の収録曲は11曲である。
- 発売を記念して、4/8〜4/23まで『"Ninth Peel" museum』が東京、大阪で開催。 限定最新スタジオライブ映像の上映や写真・衣装展示、MVのミニチュアセットなど様々な展示がある。また、ARアプリと連携しARスタンプを全て集めるともらえる特典「メンバー手書き (複写) A5リーフレット」の配布や、開催記念グッズの販売も行われた[5]。
- バンドとして本アルバムにて、初のオリコンチャート1位を獲得[6]。

## 楽曲について
恋する惑星
今作のリード曲である。
2023年3月30日にMVが公開された。

カオスが極まる
18th Single。TVアニメ「ブルーロック」第1クールオープニングテーマ。

Nihil Pip Viper
配信限定シングル。
アルバムではAlbum mixとして収録。

Numbness like a ginger
TVアニメ「ブルーロック」第2クールエンディングテーマ。

もう君に会えない
SPACE SHOWER TVの番組「DRIP TOKYO」にて先行披露された。
また、公式YouTubeチャンネルにて「UNISON SQUARE GARDEN 9th ALBUM "Ninth Peel" 発表記念スペシャル生配信」でアコースティック編成で演奏された。

kaleido proud fiesta
17th Single。アニメ「TIGER & BUUNY 2」オープニングテーマ。

## 収録内容

### CD
| 全作詞・作曲: 田淵智也、全編曲: UNISON SQUARE GARDEN、ホーンアレンジ：伊藤翼 (#2) 、SEアレンジメント：eba（#4）、ストリングスアレンジ：田淵智也・伊藤翼（#10）。 |                                                                                 |          |            |      |
| # | タイトル                                                                        | 作詞     | 作曲・編曲 | 時間 |
| 1. | 「スペースシャトル・ララバイ」                                                  | 田淵智也 | 田淵智也   | 3:46 |
| 2. | 「恋する惑星」                                                                  | 田淵智也 | 田淵智也   | 3:50 |
| 3. | 「ミレニアムハッピー・チェーンソーエッヂ」                                      | 田淵智也 | 田淵智也   | 3:08 |
| 4. | 「カオスが極まる」(TVアニメ「ブルーロック」1クール目オープニング主題歌)         | 田淵智也 | 田淵智也   | 3:51 |
| 5. | 「City peel」                                                                   | 田淵智也 | 田淵智也   | 4:12 |
| 6. | 「Nihil Pip Viper (Album mix)」                                                 | 田淵智也 | 田淵智也   | 4:04 |
| 7. | 「Numbness like a ginger」(TVアニメ「ブルーロック」2クール目エンディング主題歌) | 田淵智也 | 田淵智也   | 3:34 |
| 8. | 「もう君に会えない」                                                            | 田淵智也 | 田淵智也   | 3:53 |
| 9. | 「アンチ・トレンディ・クラブ」                                                  | 田淵智也 | 田淵智也   | 3:36 |
| 10. | 「kaleido proud fiesta」(アニメ「TIGER & BUNNY 2」オープニングテーマ)           | 田淵智也 | 田淵智也   | 3:42 |
| 11. | 「フレーズボトル・バイバイ」                                                    | 田淵智也 | 田淵智也   | 2:37 |
| 合計時間: | 合計時間:                                                                       | 40:13    |            |      |

### BD/DVD
TOUR 2022『fiesta in chaos』at KT Zepp Yokohama 2022.11.16
| #   | タイトル                                        | 作詞 | 作曲・編曲 |
| --- | ----------------------------------------------- | ---- | ---------- |
| 1.  | 「10% roll, 10% romance」                       |      |            |
| 2.  | 「cody beats」                                  |      |            |
| 3.  | 「kaleido proud fiesta」                        |      |            |
| 4.  | 「スロウカーヴは打てない (that made me crazy)」 |      |            |
| 5.  | 「放課後マリアージュ」                          |      |            |
| 6.  | 「サンポサキマイライフ」                        |      |            |
| 7.  | 「桜のあと (all quartets lead to the?)」        |      |            |
| 8.  | 「8月、昼中の流れ星と飛行機雲」                 |      |            |
| 9.  | 「5分後のスターダスト」                         |      |            |
| 10. | 「フィクションフリーククライシス」              |      |            |
| 11. | 「Hatch I need」                                |      |            |
| 12. | 「流れ星を撃ち落せ」                            |      |            |
| 13. | 「カオスが極まる」                              |      |            |
| 14. | 「春が来てぼくら」                              |      |            |
| 15. | 「シュガーソングとビターステップ」              |      |            |
| 16. | 「フルカラープログラム」                        |      |            |
| 17. | 「箱庭ロック・ショー」                          |      |            |
| 18. | 「シャンデリア・ワルツ」                        |      |            |
| 19. | 「Cheap Cheap Endroll」                         |      |            |
| 20. | 「ラディアルナイトチェイサー」                  |      |            |
| 21. | 「君の瞳に恋してない」                          |      |            |

## 演奏
- 斎藤宏介：Vocal, Guitar
- 田淵智也
  - Bass
  - Strings Arrangement (#10)
  - Chorus
  - Vocal
- 鈴木貴雄
  - Drums
  - Chorus
  - Vocal
- 伊藤翼
  - Horn Arrangement (#2)
  - Strings Arrangement (#10)
- eba：SE Arrangement (#4)
- 岸田勇気：Keyboards (#2.4.5.7)
- 吉澤達彦、長田明宏：Trumpet (#2)
- 鹿討奏：Trombone (#2)
- 近藤淳也：Alto Sax (#2)
- 石井裕太：Tenor Sax (#2)
- 奈須田弦、土屋杏子、迫田圭、岡本侑里子、町田匡、大光嘉理人、倉冨亮太：Violin (#10)
- 萩谷金太郎、鈴村大樹、正田響子：Viola (#10)
- 宮尾悠、越川和音、水野由紀：Cello (#10)